# Лемер, Деррик Генри
Деррик Генри «Дик» Лемер (англ. Derrick Henry Lehmer; 23 февраля 1905, Беркли (Калифорния) — 22 мая 1991, Беркли (Калифорния)) — американский математик, усовершенствовавший работу Эдуарда Люка в 1930-е годы и разработавший Тест Люка — Лемера для простых чисел Мерсенна. Карьера Лемера развивалась в области теории чисел. Во время Великой Депрессии он со своей женой был вынужден сменить множество профессий как в Соединённых Штатах, так и за рубежом, что в конечном итоге случайно привело его в центр исследований в области ранней электронной вычислительной техники.

## Ранние годы и обучение
Лемер родился в Беркли, штат Калифорния, в семье Деррика Нормана Лемера (англ. Derrick Norman Lehmer), профессора математики в Университете Калифорнии, Беркли, и Клары Юнис Митчелл (англ. Clara Eunice Mitchell).
Он изучал физику и получил степень бакалавра в Калифорнийском университете в Беркли, после этого продолжил аспирантуру в Университете Чикаго. Некоторое время работал вместе с отцом.

## Брак
Во время учебы в Беркли, Лемер встретил Эмму Марковну Тротскую, русскую студентку, что училась у его отца. К тому времени она начала работать по направлению инженерной степени, но впоследствии полностью сосредоточилась на математике и получила свою степень бакалавра в 1928 г.
В том же году, Лемер женился на Эмме, и после тура по Северной Калифорнии и поездки в Японию для встречи с семьей Эммы, они переехали на автомобиле в Провиденс, Род-Айленд. Позже Брауновский университет предложил Ламеру должность преподавателя.

## Научная деятельность

### Начало карьеры
Лемер получил степень магистра и доктора философии в Университете Брауна, в 1929 и 1930 годах, соответственно. Его жена получила степень магистра в 1930 году, занималась репетиторством по математике, чтобы пополнить семейный доход, а также помогала своему мужу писать докторскую диссертацию с темой: «Расширенная теория функций Лукаса», над которой он работал под руководством Якоба Тамаркина.

### Жизнь во время Великой Депрессии
Лемер стал Национальным научным сотрудником, что позволило ему занять позиции в Калифорнийском технологическом институте с 1930 по 1931 год и в Стэнфордском университете с 1931 по 1932 г. В 1933 году у пары родился первый ребенок — дочь Лора.
После присуждения второго Национального исследовательского гранта, Лемеры переехали в Принстон, Нью-Джерси. Там они жили с 1932 по 1934, когда Деррик работал некоторое время в Институте перспективных исследований.
Он работал в университете Лихай в Пенсильвании с 1934 до 1938. В 1934 г. родился второй ребенок Деррика — сын Дональд.
1938—1939 семья провела в Англии на стипендию Гуггенхайма, работая как в Кембриджском университете, так и в Университете Манчестера. Тогда они познакомились с Г. Х. Харди, Д. И. Литлвудом, Гарольдом Дэвенпортом, Куртом Малером и Луи Морделлом. В Америку семья Лемеров вернулась на корабле со вторым ребенком Дональдом непосредственно перед началом битвы за Атлантику.
Лемер продолжил работать в Университете Лихай в 1939—1940 учебном году.

### Возвращение в Беркли
В 1940 году Лемер восстановился на кафедре математики Калифорнийского университета в Беркли. В какой-то момент своей работы там он разработал линейный конгруэнтный генератор (генератор псевдослучайных чисел), который часто упоминается как генератор случайных чисел Лемера. Семья Лемеров также помогала Гарри Вэндиверу с его работой по теореме Ферма, необходимой для вычисления большого количества чисел Бернулли.
Лемер был председателем кафедры математики в Университете Калифорнии, Беркли с 1954 до 1957 года. Там он продолжал работать в университете Беркли вплоть до 1972 года, когда стал почётным профессором.

### Участие в ENIAC
В период с 1945 по 1946 год Лемер служил в Комитете по вычислениями на Абердинском испытательном полигоне в штате Мэриленд. Он был в группе, созданной в рамках научно-исследовательской лаборатории баллистических разработок для использования в ENIAC. Членами Комитета также были Леланд Каннингем и Франц Альт. Именно в этот короткий срок, когда Лемер управлял разработкой одних из первых тестовых программ на ENIAC, в соответствии с его научными интересами, развилось множество методов, важных для теории чисел и генерации псевдослучайных последовательностей.
Он был первым, кто проверил множество существовавших математических теорий с помощью компьютера. В том числе и гипо́тезу Ри́мана о распределении нулей дзета-функции Римана, что было недостижимо без использования вычислительных машин.
В тот период Лемер тратил на работу всё свое время. Так же было много проблем с отказоустойчивостью вакуумной трубки, так как после каждой поломки на восстановление работоспособности системы уходило до трёх дней. 9 июля 1946 года Лемер провёл в школе Мура первую в своей тематике лекцию «вычислительные машины для чистой математики».
После этого Лемер планировал продолжить заниматься разработкой компьютерных вычислений до конца своей карьеры. По возвращении в Беркли, он также строил планы строительства California Digital Computer (CALDIC) с Полом Мортоном и Леландом Каннингхамом.

### Жизнь в период правления Джозефа Маккарти
В 1950 году Лемер был уволен после того, как отказался дать клятву верности политике, инициированной попечительским советом штата Калифорния в 1950 году во время разгула маккартизма. После увольнения Лемер занял пост директора Института численного анализа (INA) Национального бюро стандартов и работал на компьютере Standard’s Western Automatic Computer (SWAC), который был установлен в INA. 17 октября 1952 года Верховный суд штата провозгласил клятву неконституционной, и Лемер вскоре после этого вернулся обратно в Беркли.
С 1950 по 1954 Деррик Лемер так же возглавлял журнал «Mathematical Tables and other Aids to Computation», а точнее, являлся первым председателем в дирекции журнала.

### Поздние годы
Когда Джон Селфридж был в Университете Северного Иллинойса, он дважды приглашал Лемера и Эмму провести там семестр. Однажды Селфридджу всё-таки удалось договориться, чтобы Пал Эрдёш и Лемер провели вместе курс по научным исследованиям проблем в области теории чисел. Лемер преподавал первые восемь недель, а затем Эрдёш завершал курс.
Лемер был довольно остроумен. По случаю первой Калифорнийской конференции по теории чисел, которая в итоге стала ежегодным событием (теперь называется West Coast Number Theory), Лемер, как организатор, осматривал объекты конференции в основном деревянные здания на пляже. Кто-то сказал, что они не смогли найти академическую доску, а Лемер заметил небольшую штору в середине стены. Отодвинув её, он увидел очень маленькую доску, после чего сказал: «Ну, я думаю, мы не будем проводить какую-либо аналитику теории чисел!»

### Смерть
Деррик Генри Лемер умер в Беркли 22 мая 1991 года.

## Влияние на науку

### Теория чисел и математические методы
В дополнение к его значительному вкладу в развитие алгоритмов теории чисел для перемножения целых чисел, таких как факториал, умножение столбиком, и доказательства простоты, он также сформулировал гипотезу Лемера и участвовал в проекте «Cunningham».
Лемер занимался исследованиями матриц с рациональными членами и выделил класс симметричных матриц, называемых матрицами Лемера. Такие матрицы имеют строго отрицательные элементы на обоих побочных диагоналях. Так как их можно задать аналитически, они могут быть использованы для тестирования инвертирования численных программ.
В 1938 году он разработал значительно ускоренный вариант алгоритма Евклида для очень больших натуральных чисел.
Им также был разработан линейный конгруэнтный метод генерации псевдослучайных чисел.
Лемер совместно со Сринивасой Раманджуаном Айенгором исследовали {\displaystyle \tau }-Функцию, определяемую по формуле:
{\displaystyle \sum _{n=1}^{\infty }\tau (n)x^{n}=x((1-x)(1-x^{2})(1-x^{3})...)^{24}}
Деррик Лемер также разработал алгоритмы выделения нулей полиномов в комплексной плоскости и однопараметрический метод усреднения неотрицательных чисел.
Тесное сотрудничество Эммы и Деррик Лемер в теории чисел схоже с ситуацией супругов Пьера и Марии Кюри в физике и химии.

### Комбинаторика
Лемер написал статью «Машины для вычислений», которая является первой главой в книге «Прикладная комбинаторная математика» Эдвина Бекенбача, 1964. Он описывает способы получения перестановок, комбинаций и т. д. Это было уникальным ценным ресурсом и единственный конкурент появился недавно — 4 Том серии Дональда Кнута.